# 120214 Danteberdeguez
120214 Danteberdeguez è un asteroide della fascia principale. Scoperto nel 2004, presenta un'orbita caratterizzata da un semiasse maggiore pari a 2,8171116 UA e da un'eccentricità di 0,0643248, inclinata di 4,87955° rispetto all'eclittica.